# Никополска епархия
 Тази статия е за римокатолическата епархия.  За историческата и православна епархия  вижте Никополска епархия (Българска православна църква).  
Никополска епархия (на латински: Dioecesis Nicopolitana) е диоцезна административна единица на Римокатолическата църква в България, обхващаща цяла Северна България и всички вярващи католици от римски латински обред, живеещи на територията ѝ. Седалището на католическия никополски епископ е в град Русе.
На юг граничи с Софийско-пловдивска епархия, на запад – с Белградската архиепархия в Сърбия а на север с Букурещката архиепархия в Румъния.

## География
Площта на Никополската епархия е 43 241 км2. Обхваща административните области: Видин, Монтана, Враца, Плевен, Ловеч, Велико Търново, Габрово, Русе, Разград, Търговище, Силистра, Шумен, Добрич, Варна.
На нейната територия живеят 2 980 000 души, от които католици са 30 000 или около 1%.

## История
В началото на втори век в сърцето на Мизия, недалеч от устието на река Росица при вливането и в река Янтра, е основан градът Никопол в чест на победата на император Траян над даките. По-късно когато християнството става официална религия в Римската империя, в града съществува епархия наричана Никопол на Янтра (Nicopolis ad Iaternum) с епископи Поликарп, около 430 г., Марцел около 458 г. и Аманций около 518 г. Предполага се, че градът съществува до 590 г. Развалини на този града се намират около днешното село Никюп, Великотърновско. Създаденето на съвременната Никополска епархия в средата на XVII век е възстановяване на епархията, която е съществувала в този град (днес в руини).

### История на църковно-административната ѝ структура и ръководство
Като църковно-административна структура Никополската католическа епархия води началото си от 1648 г. Тя е създадена от папа Инокентий X. При създаването епархията включва католиците от Северна България и Влашко. Епископите на епархията са от монаси от францисканския орден.
През тази 1751 г. Рим назначил за глава на епархията епископ Никола Пулиези с трима мисионери от конгрегацията на баптистините. Но те не успели да се адаптират към условията по българските земи.
С благословията на папа Пий VI през 1781 г. към България поели и през 1782 г. се установили в село Трънчовица първите монаси – пасионисти, отците Франциск Ферери и Джакомо Сперандио. След като епископ Павел Дуванлията починал в Букурещ през 1804 г. и за негов заместник бил назначен отец Франциск Ферери. Като се започне от епископ Франческо Ферери и се стигне до монсиньор Босилков, всички епископи на Никополската епархия са пасионисти. След това епископите са били августино-успенеци или францисканеци-конвентуалци.
В началото на 1883 г., по времето на папа Лъв XIII е променен статутът на Никополската епархия. Влашко е отделено от юрисдикцията на Никополския епископ и на тия земи е даден статут на самостоятелна архиепископия. За първи Букурещки архиепископ е бил назначен монсеньор Паоли, а за духовен глава на вече побраната само в политическите граници на Княжество България Никополска епархия бил ръкоположен на 3 май същата година монсеньор Иполит Луи Агосто.

### Епархията управлявана от францисканци
Първият епископ на Никополската епархия е Филип Станиславов, родом от село Ореш. В българската история е останал като автор на първата печатна българска книга „Абагар“, издадена през 1651 г. Към 1662 г. по недоказани обвинения той бил сменен от Франческо Соимирович. Той управлявал до смъртта си през 1673 г. когато монсеньор Станиславов отново заел поста, но не успял дълго да се радва на повторното си въздигане, защото починал на следващата година.
През 1676 г. за приемник на Станиславов бил ръкоположен Антон Стефанов. По общобългарски, църковни и свои дела през 1688 г. той отишъл във Виена, където го заварил погромът над Чипровци и над католиците в България. За връщане не могло да се мисли; епископ Стефанов останал извън България и починал във Венеция на 14 декември 1692 г.
Чипровското разорение нанесло тежък на католиците в България. След въстанието до края на XVII век в Никополската епархия има само двама духовника. Едва през 1721 г. дубровничанинът Марко Андрияши е назначен за епископ. Поради назначението му за софийски архиепископ през 1725 г., на негово място бил въздигнат в епископски сан през 1728 г. Никола Станиславич, роднина на Филип Станиславов. Поради гонения от страна на турците през 1737 г. Станиславич, с резиденция по това време в Крайова, заедно с 300 семейства от епархията си, се преместили в Банат, където през 1739 г. той бил назначен за Чанадски католически епископ със седалище в Темишвар.
Назначение след него получил Антон Бечик, който епископствал от 1745 до 1751 г.

### Епархията управлявана от баптистините
През тази 1751 г. Рим проводил за глава на епархията епископ Никола Пульези с трима мисионери от конгрегацията на баптистините, основана в Рим през 1750 г. в чест на Свети Йоан Кръстител. През 1767 г. монсеньор Пульези бил назначен за Дубровнишки епископ и на негово място дошъл Себастиан Канепа, от същия орден, но той не успял да управлява дълго; починал от простуда в село Ореш през януари 1769 г. Седем години след смъртта му епископската катедра стояла незаета. Баптистините неуспели да се приспособят към българските условия. Постепенно един след друг се разпилели, а други не били изпратени да ги сменят.
През 1776 г. за Никополски епископ бил ръкоположен Павел Гайдаджийски. Първоначално епископът установил седалището си в Белене, после в Русе и накрая в Букурещ. Той бил последният Никополски епископ францисканец.
Изложена на преследванията на официалните османски власти след Чипровското въстание, францисканската мисия постепенно губела силата си; още в края на ХVII век били споделяни идеи религиозната провинция България да бъде обединена с провинция Босна, както си било и преди учредяването ѝ; но нейният самостоятелен статут бил удържан чак докъм края на ХVIII век.

### Епархията управлявана от пасионисти
С декрет на папа Пий VI от 1781 г. била закрита Българската францисканска провинция и Никополската епархия била поверена на конгрегацията на отците пасионисти. Първите монаси – пасионисти били отците Франциск Ферери и Джакомо Сперандио. Епископ Павел Гайдаджийски починал в Букурещ през 1804 г.; за негов заместник бил назначен монсеньор Франциск Ферери. Той бил ръкоположен за епископ в Рим на 21 септември 1805 г. Пристигнал в епархията си в началото на 1806. През 1809 г. бил принуден с голяма част от паството си да се прехвърли във Влашко, дирейки спасение от безконтролната войска и разбойничеството след руско-турската война от тия години. Фортунат Ерколани е наследил епископ Ферери.
Йосиф Молайони е бил ръкоположен за епископ в Рим през 1825 г. Сравнително по-продължителният срок на епископстването му позволил да проведе линията на една по-последователна политика – положил старания да дисциплинира свещенството, подел строителството на масивни църковни сгради из епархийските села. Местопребиваването му първом било в Букурещ. След 1838 г. се настанил в Белене. През 1847 г. Молайони заминал за Рим и се отказал от епископството си.
Наследен бил от Анджело Парси, ръкоположен за епископ в Рим през 1848 г. По време на управлението му католиците добили право да строят църкви и в годините между 1852 и 1860 били въздигнати храмовете в Лъджене, Ореши Белене, осветени от него самия. По силата на предписанията за религиозните свободи на Хатихумаюнаот 1856 г. били поръчани и първите камбани в епархията. След 14 години работа монсеньор Парси се оттеглил в родното си място Чивитавекия в Италия.
Неговата длъжност поел Антон-Йосиф Плуим, холандец по рождение, ръкоположен в Рим на 19 октомври 1863 г. Той имал честта да представи Никополската епархия на Първия Ватикански събор.
На 20 август 1870 г. за Никополски епископ в Рим бил ръкоположен Игнат Феликс Паоли, Управлението на този епископ било свързано с важни преобразования в структурата на Католическата църква след Освобождението на България.

#### Епархията в новите национални граници
За епископ на вече побраната само в политическите граници на Княжество България Никополска епархия бил ръкоположен на 3 май 1883 г. монсеньор Иполит Луи Агосто. Той развил голяма дейност в следосвобожденска България: създава нови енории в пет села – Бърдарски геран, Асеново, Брегаре, Гостиля и Драгомирово, с преселници от банатските села, завърнали се от Банат в България след Освобождението; основал семинария в Русе; с негова помощ били построени църквите във Варна и в новосъздадените католически села; уредил католически гробища в Русе, където с негово съдействие била построена през 1890-1891 г. и катедралната църква. Починал в Белене на 3 декември 1893 г.
Наследил го другарят му от неговите мисионерски години Хенрих Дулсе, който бил ръкоположен за епископ в Рим на 24 февруари 1895 г. Седемнадесетият никополски владика водил епархията 17 години, до 1912 г., когато подал оставката си и заминал за родното си място, където и умрял през 1917 г.
Приемникът му Леонард де Блумбах не управлявал дълго, починал на 4 април 1915 г. и поради военните години и неустойчивото му здраве епископското му остава някак си незабелязано в общия ход на събитията от това време.
На 21 май 1915 г. за Никополски епископ бил ръкоположен в Рим Дамян Теелен, холандец по рождение. Той пристигнал в България на 5 септември същата година. Епископ Теелен останал титуляр на Никополската епархия до смъртта си на 6 август 1946 г. и неговото управление било едно от най-плодотворните в историята ѝ.
По време на Първата световна война, епископ Дамян Теелен се противопоставя на българските власти да българизира изцяло клира в епархията. След като конфликтът достига до апостолическия нунций във Виена (отговорен по това време за България) и след нови указания на Рим, на 12 януари 1918 г. се пописва специален протокол по въпроса с назначаване на свещениците. Де факто, протоколът задължава начело на енориите да се назначават българи, а чужденците да останат като помощници. Поради липса на подготвени свещеници в епархията, такива са изпратени от Пловдивско.
След войната епископ Дамян Теелен се стреми да преустанови подписания протокол и получава подкрепата на военното командване на Антантата в България и френската дипломатическа мисия. Официалната позиция на българските власти търпи промяна поради факта, че страната е победена във войната. На 5 февруари 1919 г. протоколът е отменен.
Противоречията по въпроса за свещениците се запазват и след това. Така в средите на местното католическо население се формират две течение: „национални дейци“, които се борят за български свещеници и „доминисти“, заставащи зад епископа. Първото течение е водено от отец Карл Раев, човек с дълбока култура, писател, учител, със силно развито националистическо чувство. Тези противоречия продължават с години и забавят развитието на епархията в сравнение това на южната. Има много опити на епископ Винкенти Пеев и новоназначения Апостолически визитатор в България Анджело Джузепе Ронкали да посредничат в разрешаване на конфликта. 
За апостолически администратор в Северна България след смъртта на епископ Теелен бил избран отец д-р Евгений Босилков. Роденият през 1900 г. в село Белене монсеньор Босилков бил избран за епископ на 27 август 1947 г. и от управлението на епископ Павел Гайдаджийски в края на ХVIII и началото на ХIХ в. той бил първият българин духовен глава на епархията.
На 11 ноември 1952 г. епископ Босилков бил разстрелян по обвинение от комунистическата власт за участие в „шпионска католическа организация в България“ по време на така наречените Католически процеси.

### Епархията след средата на XX век
След 1956 г. администратор е отец Никола Калчев. След 1964 г. в продължение на 11 години отец Дамян Талев изпълнява функциите на Апостолически администратор на епархията.
На 26 октомври 1975 г. архиепископ Марио Брини ръкополага отец Васко Сейреков за Никополски епископ в катедралата „Свети Лудовик“ в Пловдив.  Епископ Васко Сейреков почива след 2 години служба на поста си.
На 14 декември 1978 г. отец Самуил Джундрин, августино-успенец, е назначен за епископ на епархията. Ръкоположен е за епископ на 27 май 1979 г. в базиликата „Свети Петър“ от папа Йоан Павел II. През 1994 г. подава оставка по здравословни причини. Загива внезапно при трагични обстоятелства на 19 март 1998 г.
На 18 октомври 1994 г. отец Петко Христов, францисканец – конвентуалец, е преконизиран от папа Йоан Павел II за епархиен епископ. На 6 януари 1995 г. е ръкоположен в патриаршеската базилика „Св. Петър“ във Ватикана.
На 15 март 1998 г. Католическата църква по съществуващия ред в нея провъзгласи монсеньор Босилков за блажен, прекланяйки се така пред мъченичеството му за вярата. През същата година е разкрита нова енория в Габрово носеща неговото име – „Блажен Евгений Босилков“.

### Епархията през XXI век
Старата църква в град Свищов е съборена и през 2002 г. е построена нова сграда за храма „Свети Кирил и Методий“. Нови енории са разкрити в градовете Плевен, Левски, Видин и Враца. През 2008 г. е осветена новата църквата „Дева Мария от Фатима“ в Плевен. Варненската църква „Непорочно зачатие на Дева Мария“ е основно ремонтирана и след 40 години отново отворена през 2013 г. Нови църквите се строят в градовете Видин и Враца – „Христос Спасител“ и „Успение Богородично“. След кончината на епископ Петко Христов на 14 септември 2020 г., отец Страхил Каваленов
е назначен за aпостолически администратор за Никополската епархия и на 19 март 2021 г. е ръкоположен за XXVI никополски епископ.

## Епископска курия
- епархиен епископ: Н. В. Пр. монс. Страхил Каваленов (от 2021 г.)
- генерален викарий: отец Салваторе Фрашина (от 2022 г.)

## Административно делене
Никополската епархия е разделена на 20 енории:
- град Русе – катедрала „Свети Павел от Кръста“
- град Белене
  - енория „Рождение на Блажена Дева Мария“
  - енория „Свети Антон Падуански“
  - Епархийско светилище „Блажения Евгений Босилков”
  - параклис „Божието милосърдие“
- град Варна – енория „Непорочно зачатие на Дева Мария“
  - параклис „Свети Архангел Михаил“
- град Видин – енория „Христос Спасител“
- град Велико Търново – енория „Дева Мария на Броеницата“
- град Враца – енория „Успение Богородично“
- град Габрово – енория „Блажен Евгений Босилков“
- град Левски – енория „Свети Йоан XXIII“
- град Плевен – енория „Дева Мария от Фатима“
  - Епархийско светилище „Дева Мария от Фатима“
- град Свищов – енория „Св. св. Кирил и Методий“
- село Бърдарски геран – енория „Свети Йосиф“
- село Асеново – енория „Света Троица“
- село Гостиля – енория „Пресвето сърце Исусово“
- село Драгомирово
  - енория „Пресветото сърце Исусово“, и
  - енория „Св. св. Петър и Павел“
- село Малчика – енория „Света Анна“
- село Ореш – енория „Непорочно Зачатие на Дева Мария“
- село Трънчовица – енория „Свети Архангел Михаил“
- село Царев брод – енория „Скръбна Майка“

Исторически енории:
- село Брегаре – енория „Света Богородица“
- село Бърдарски геран – „немска“ енория „Дева Мария – Майка на святата надежда“
- село Добрево – енория „Свети Йоан Кръстител“, закрита по време на Втората световна война, след изселване на католиците обратно в Германия
- село Трънчовица – енория „Светият кръст“
- село Белинци - в навечерието на Втората световна война е установена енория в Лудогорието. Отец Иван Яковов е назначен за свещеник в село Белинци, Исперихско. Тогава селото е на 15 километра от границата и в него живеят 23 католически семейства като 15 от тях са чехи преселили се от Войводово, Врачанско. Първото шествие (алай) в селото е направено на 6 юни 1938 г.[8] Изглежда поради започналата война и смяната на политическия режим в България след това, енорията не е успяла да се развие.

Според проф. Светлозар Елдъров католиците в Никополската епархия се разделят на седем общности или групи, диференцирани по етнически или културен признак, които водят собствен живот, с малко или никакви контакти помежду си извън рамките на църковно-религиозната организация. Тяхното автентично или условно наименование и разпределение по селища е следното:
- автохтонни павликяни – Белене, Ореш, Трънчовица и Лъжене (Малчика);
- долнодунавски левантийци или конгломерат от чужденци в градовете – Русе, Варна, Търново, Свищов и Видин;
- банатски павликяни или преселници от Бешенов и неговите колонии – Драгомирово, Бърдарски геран, Гостиля и Брегаре;
- немци – Бърдарски геран, Енидже (Царев брод), Али анифе калфа (Добрево) и градските енории;
- румънски павликяни или букурещяни – Драгомирово;
- банатски чипровчани или преселници от Винга – Асеново;
- чехи – някои от градските енории.

## Епископи на Никополската католическа епархия
Епископите на Никополската католическа епархия са имали епископски седалища в Русе, Белене, Букурещ, Крайова и Трънчовица

## Статистика
| година | население | население | население  | свещеници | свещеници | свещеници  | свещеници            | дякони | монаси | монаси | енории |
| година | кръстени  | общо      | % католици | брой      | мирски    | йеромонаси | кръстени на свещеник | дякони | мъже   | жени   | енории |
| ------ | --------- | --------- | ---------- | --------- | --------- | ---------- | -------------------- | ------ | ------ | ------ | ------ |
| 1950   | 21 892    | 2 861 326 | 0,8        | 24        | 1         | 23         | 912                  |        | 4      | 113    | 19     |
| 1968   | 20 000    | 8 000 000 | 0,3        | 11        |           | 11         | 1818                 |        | 4      | 113    | 12     |
| 1987   | 20 000    | 3 450 000 | 0,6        | 17        | 11        | 6          | 1176                 |        | 10     | 11     | 13     |
| 1999   | 30 000    | 4 000 000 | 0,8        | 12        | 2         | 10         | 2500                 |        | 11     | 19     | 17     |
| 2000   | 30 000    | 4 000 000 | 0,8        | 9         | 2         | 7          | 3333                 |        | 8      | 24     | 18     |
| 2001   | 30 000    | 3 500 000 | 0,9        | 8         | 2         | 6          | 3750                 |        | 7      | 24     | 18     |
| 2002   | 30 000    | 3 000 000 | 1          | 9         | 2         | 7          | 3333                 |        | 7      | 23     | 18     |
| 2003   | 30 000    | 3 000 000 | 1          | 9         | 2         | 7          | 3333                 |        | 7      | 22     | 18     |
| 2004   | 30 000    | 3 000 000 | 1          | 10        | 2         | 8          | 3000                 |        | 9      | 25     | 19     |
| 2013   | 30 000    | 2 971 000 | 1          | 15        | 5         | 10         | 2000                 |        | 10     | 21     | 20     |
| 2016   | 30 000    | 2 936 000 | 1          | 16        | 5         | 11         | 1875                 |        | 13     | 20     | 21     |
| 2019   | 25,000    | 2 500 000 | 1          | 15        | 5         | 10         | 1666                 | 1      | 10     | 16     | 21     |